# Thomas Crisp
Pour les articles homonymes, voir Crisp.
Thomas Crisp VC, DSC, RNR (28 avril 1876 – 17 août 1917) était un officier de la Royal Navy, bénéficiaire posthume de la Croix de Victoria, la plus prestigieuse des récompenses pour le courage face à l'ennemi qui puisse être attribuée à un militaire britannique. Il gagna sa récompense pendant la défense de son navire, le smack (en) HMS Nelson, en mer du Nord, contre une attaque d'un sous-marin allemand en 1917.
Le sacrifice de Thomas Crisp face à cette « lutte inégale » fut utilisé par le gouvernement pour remonter le moral durant les jours les plus durs pour les Britanniques de la Première Guerre mondiale, l'été et l'automne 1917, durant lesquels les Britanniques souffraient de grosses pertes à la bataille de Passchendaele. Son exploit fut lu à haute voix par David Lloyd George au palais de Westminster, et fit le gros titre des journaux pendant presque une semaine.